# Pseudexomilus costicapitata
Pseudexomilus costicapitata é uma espécie de gastrópode do gênero Pseudexomilus, pertencente a família Horaiclavidae.